# Cornelia Parker
Pour les articles homonymes, voir Parker.
Cornelia Parker, née le 14 juillet 1956 dans le Cheshire, est une artiste britannique, connue pour ses sculptures et ses installations.

## Biographie
Née en 1956, elle étudie au Gloucestershire College of Art and Design en 1974 et 1975, puis, jusqu'en 1978, au Wolverhampton Polytechnic.
De 1980 à 1982, elle suit un Master of Fine Arts, un diplôme orienté sur la pratique, à l'université de Reading, puis y obtient un doctorat.
En 1997, elle est l'un des quatre nommées au prix Turner, décerné aux artistes britanniques de moins de 50 ans.
Elle est docteur honoris causa de l'université de Wolverhampton (2000), de l'université de Birmingham (2005) et de l'université du Gloucestershire (2008).
En 2013, elle apparait dans la série télévisée consacrée à l'art « What Do Artists Do All Day? » (« Que font les artistes toute la journée ? ») sur la chaine anglaise BBC Four, où elle parle de son travail
Elle vit et travaille à Londres.

## Œuvres
Parmi ses œuvres les plus connues, on peut signaler :
- Thirty Pieces of Silver (1988/89)[4] : installation conservée à la Tate, qui comprend plus d’un millier d’objets en argent aplatis, des cuillères, des chandeliers, des trophées, des étuis à cigarettes, théières et les trombones. Tous ces objets ont été cérémonieusement écrasés par un rouleau compresseur à la demande de Cornelia Parker. L'artiste a ensuite disposé les objets d'argent transformés en disques en trente groupes, ensuite chacun suspendus à environ une trentaine de centimètres du sol par des centaines de fils. Chaque "disque" est d'environ quatre-vingt dix centimètres de diamètre et ils sont méticuleusement accrochés en rangées bien ordonnées, si bien que leur configuration globale s’adapte à chaque espace dans lequel l'œuvre est exposée. Le titre fait référence à l’histoire biblique de la trahison de Judas Iscariote envers Jésus en échange de trente pièces d’argent.
- Cold, Dark Matter: An Exploded View (1991)[1] : installation exposée à la Tate Gallery à Londres. Cornelia Parker est partie d'une cabane de jardin, qu'elle a d'abord fait littéralement exploser par l'armée britannique, et dont elle a ensuite regroupé et suspendu les morceaux, comme si l'explosion avait été figée dans le temps. Au centre de l'œuvre, une lumière projette les ombres des débris sur les murs[1],[5].
- May be, en collaboration avec Tilda Swinton (1995)[1] : performance et installation d'abord présentée à la Serpentine Gallery, à Londres. Une actrice (Tilda Swinton) repose, apparemment endormie, dans une vitrine, pendant que le public la regarde[1],[6].
- Meteorite Lands on the Houses of Parliament (1998) : tableau de 53.8 x 68,7 cm, exposé au Museum of Modern Art à New York. Pour réaliser cette œuvre, Cornelia Parker a chauffé une véritable météorite, puis l'a posée sur une carte de la ville de Londres, où la météorite a laissé son empreinte en brûlant et traversant la carte.
- Magna Carta (An Embroidery) (2015) : tapisserie de 13 mètres de longueur reprenant le contenu d'un article de Wikipédia sur la Magna Carta, réalisé à l'occasion des 800 ans du texte[7],[8].